# Fiorella Aíta
Fiorella Aíta Junek (Lima, 13 de julio de 1977) es una exjugadora de voleibol de Perú. Fue internacional con la selección femenina de voleibol del Perú. Compitió en los Juegos Olímpicos de Sídney 2000 y en el Campeonato Mundial de Voleibol Femenino de 1998 disputado en Japón.